# COMOS
COMOS (рус. КОМОС) — комплексное программное обеспечение для проектирования и эксплуатации промышленных установок (создании цифрового предприятия) от Siemens AG. Данное программное обеспечение в основном используется в технологической промышленности для проектирования, эксплуатации и обслуживания технологических установок и EAM.

## История
Программное обеспечение COMOS (акроним от Component Object Server) изначально было разработано фирмой Logotec Software GmbH, позже innotec GmbH. Первая версия программы вышла на рынок в 1996 году. В 2008 году innotec GmbH была приобретена концерном Siemens. Дальнейшая разработка COMOS продолжилась фирмой Industry Software GmbH, являющейся дочерним предприятием концерна Siemens. Актуальная версия программы и базы данных — 10.Х.Х.

## Области применения
COMOS используется, с одной стороны, проектировщиками промышленных предприятий (напр. EPC) при проведении проектирования и инжиниринга технологических установок (напр. в химической, фармацевтической, пищевой, водоподготовительной/очистной, нефтехимической, газовой, энергетической, а также в других отраслях промышленности). Так как COMOS поддерживает не только проектирование, но и эксплуатацию, он используется, с другой стороны, непосредственно промышленными предприятиями для уже имеющихся установок и оборудования.

## Особенности
С самого начала COMOS разрабатывался как интегрированная CAE система для решения инжиниринговых задач при комплексном проектировании промышленных установок. Следующие дисциплины (модули) собраны в единую базу данных: проектирование технологических процессов, КИП и А, АСУ ТП, электропроектирование, интеграция 3D-моделей, интеграция с продуктами компании Bentley Systems (OpenPlant, ContexCapture, BRCM) и MindTwin — цифровым порталом активов.
COMOS является объектно-ориентированной программой с централизованным управлением данными и открытой системной архитектурой. Благодаря этому достигается высокая консистентность данных. Обработка данных осуществляется в инжиниринговых объектах, которые имитируют реальное оборудование. При изменении любого параметра данные автоматически изменяются на технологических, электрических и прочих схемах, в технических спецификациях, списках и другой документации.
Одной из отличительных особенностей COMOS является возможность обработки и импорта/экспорта большого количества данных в различных формах, напр. в таблицах с применением сортировки, группирования, фильтров, а также навигации между объектами в рамках проекта и за его пределами.
При использовании различных интерфейсов программа может быть интегрирована в существующую IT-инфраструктуру и осуществлять обмен данными с другими программами. Это помогает при проектировании, строительстве, монтаже оборудования, эксплуатации и выводе из эксплуатации промышленных установок и предприятий.

## Модули программы
Актуальная версия платформы COMOS содержит следующие модули:
- COMOS Platform — платформа для общего управления данными;
- COMOS Prozess — модуль для создания концепта технологической установки, технологических схем, спецификации трубопроводов и оборудования;
- COMOS Automation — модуль для проектирования КИП и А, АСУ ТП и электропроектирования;
- COMOS Operations — модуль для управления данными во время эксплуатации промышленных установок;
- COMOS Lifecycle — модуль, применяемый при строительстве, монтаже оборудования, эксплуатации и выводе из эксплуатации отдельного оборудования и технологических установок в целом;
- COMOS Walkinside 3D — модуль для создания 3D-моделей технологических установок.

## База данных и её содержимое
С 2012 года актуальной базой данных COMOS является iDB (industry data base).
База данных может быть в форме Access-DB (MDB), ORACLE или SQL-Server.

## Кастомизация и администрирование
Благодаря открытой системной архитектуре COMOS может быть кастомизирован под конкретные требования эксплуатанта.
Кастомизация включает в себя изменение, дополнение или создание новых шаблонов инжиниринговых объектов, шаблонов документов, интерфейса и функционала программной оболочки.
Кастомизация производится администраторами COMOS. Это специальная роль в программе, предоставляющая более расширенные возможности в сравнении с обычным пользователем программы.

## Конференции эксплуатантов
Существуют различные форумы и конференции предприятий использующих COMOS.
На форумах обсуждается использование платформы COMOS, возможный потенциал для улучшений при выходе обновлений, способы интеграции в IT-инфраструктуру и т. д.